# Casiquiare
El brazo Casiquiare, también conocido como canal del Casiquiare, es un río venezolano situado en el estado Amazonas, tributario del río Amazonas a través del río Negro. Tiene una longitud de 326 km (400 según Pablo Vila) y una cuenca de 42 300 km² en la que se produce un fenómeno hidrológico similar al de la captura fluvial, consistente en la conexión del sistema del río Orinoco con el del río Negro. Tal conexión lo convierte en el mayor río conector de dos grandes sistemas como lo son la cuenca del río Orinoco, la tercera mayor de Sudamérica, y la del Amazonas, la mayor del mundo.

## Etimología
El nombre Casiquiare deriva probablemente del nombre del río en idioma yekuana, Kashishiwadi.

## Exploraciones europeas
La comunicación entre el Orinoco y el Amazonas a través del Casiquiare, que ya era conocida por los indígenas, fue descrita en 1744 por el misionero Manuel Román, quien llevaba algún tiempo en contacto con misioneros procedentes del Brasil a través de este río. El mapa del rio Orinoco elaborado el padre jesuita  Bernardo Rotella es el primero que recoge el brazo del Casiquiare y el que consagra el origen no andino del gran río. Posteriormente la comunicación fluvial a través del Casiquiare fue reconocida por la Real Expedición del Orinoco en 1755 y por Alexander von Humboldt en 1800. Humboldt y Aimé de Bonpland fueron los primeros europeos en navegarlo.

## Geografía
El Casiquiare toma aguas del río Orinoco al suroeste de la altiplanicie del Duida, transportándolas, a través de su extensa penillanura de escaso desnivel en la que recibe varios afluentes (Siapa, Pasiba y Pasimoni) y haciendo grandes meandros, al río Negro, que afluye al Amazonas. El punto de origen se encuentra a una altitud de unos 123 m s. n. m., mientras que su confluencia con el río Negro está a unos 91 m s. n. m. 
Destaca cerca de su desembocadura al río Negro el pequeño puerto de San Carlos de Río Negro.
Más que un fenómeno de captura (que hubiera cortado completamente el curso del Orinoco hacia el noroeste durante la larga historia geológica de la zona), se trata de una especie de derrame sobre un fondo rocoso cuya erosión es muy difícil por la resistencia de las rocas graníticas. La proximidad del Cerro Duida y la acción de los ríos que traen arenas gruesas al Orinoco por su margen derecha han sido señaladas como posibles causas de esta especie de «derrame» hacia los ríos Negro y Amazonas al depositarse en el fondo y dando origen a una división de las corrientes y a una especie de vertedero natural. Por otra parte, la propia naturaleza del fondo rocoso de los cauces del Orinoco y del Casiquiare ha estabilizado la situación durante largo tiempo: al ser el Casiquiare de menor caudal que el Orinoco su profundidad es menor, lo que impide un derrame completo hacia el río Casiquiare (que equivaldría a una especie de captura fluvial) sino, como se ha señalado, a una especie de vertido natural de parte del caudal orinoqueño.

## La explicación de Pablo Vila
Pablo Vila habla de un vertimiento (lo que Henri Baulig señala como deversement) y una captura posterior. En su opinión, primero sucedió una especie de derrame por la margen izquierda que después de un trecho se represaba en la laguna Caripo y regresaba por dos caños al propio Orinoco. La captura entonces no se hizo directamente sobre el Orinoco sino sobre el caño que formaba un cauce paralelo a dicho río. Tendríamos así una especie de captura sobre el vertimiento original. Apoya la versión del vertimiento la asimetría fluvial por tendencia a desviarse hacia la izquierda en el hemisferio norte, todos los cuerpos en movimiento (en este caso, las aguas del Orinoco), debido al movimiento de rotación terrestre, es decir, lo que se conoce como efecto Coriolis.

## La explicación de Volkmar Vareschi
Volkmar Vareschi, naturalista austríaco, realizó un viaje a través de Venezuela siguiendo el itinerario trazado por Humboldt 150 años antes. Como resultado escribió un libro documentado con numerosas fotografías, Orinoco arriba, en el que sugiere los motivos que originaron el "derrame" o vertido de parte de las aguas del Orinoco hacia el oeste a través del río Casiquiare. Señala Vareschi que la existencia de una angostura del Orinoco, aguas arriba de la derivación del Casiquiare, explica el ensanchamiento posterior donde las aguas pierden velocidad y la aparición, por un efecto de "tobera", de una "loma" arenosa en el fondo del cauce que dividió la corriente en dos brazos (al menos en el fondo), dando origen el izquierdo al río Casiquiare. Esta idea explicaría también la antigüedad de esta anomalía y el hecho de que no se produzca la captura fluvial. Las imágenes por satélite parecen confirmar esta idea mostrando una loma arenosa en el cauce del Orinoco, que puede observarse mejor en la época de sequía.

## Andrés Eloy Blanco
El poeta Andrés Eloy Blanco (1896-1955) le dedicó al Casiquiare un poema que forma parte de su obra El río de las siete estrellas:

Ciudadano Venezolano,
Casiquiare es la mano abierta del Orinoco
y Orinoco es el alma de Venezuela, 
que le da al que no pide el agua que le sobra
y al que venga a pedirle, el agua que le queda
Casiquiare es el símbolo
de ese hombre de mi pueblo
que lo fue dando todo, y al quedarse sin nada
desembocó en la muerte, grande, como el Océano

 (de El río de las siete estrellas (Canto al Orinoco))